# Vierstreepslang
De vierstreepslang of vierstrepenslang (Elaphe quatuorlineata) is een niet-giftige slang uit de familie toornslangachtigen en de onderfamilie Colubrinae.

## Naam en indeling
De wetenschappelijke naam van de soort werd voor het eerst voorgesteld door Bernard Germain de Lacépède in 1789. Oorspronkelijk werd de wetenschappelijke naam Coluber quatuorlineatus gebruikt. De vierstreepslang werd eerder tot andere geslachten gerekend, zoals Coluber en Elaphis. De soortaanduiding quatuorlineata kan vrij vertaald worden als vier- (quatuor) streep (lineata).

### Ondersoorten
De soort wordt verdeeld in vier ondersoorten die onderstaand zijn weergegeven, met de auteur en het verspreidingsgebied.
| Naam                            | Auteur           | Verspreidingsgebied                 |
| ------------------------------- | ---------------- | ----------------------------------- |
| Elaphe quatuorlineata muenteri  | Bedriaga, 1882   | Griekenland                         |
| Elaphe quatuorlineata parensis  | Cattaneo, 1999   | Griekenland (Paros)                 |
| Elaphe quatuorlineata           | Bonnaterre, 1790 | De rest van het verspreidingsgebied |
| Elaphe quatuorlineata scyrensis | Cattaneo, 1999   | Griekenland (Skyros)                |

## Uiterlijke kenmerken
De lengte is meestal 1,5 meter met uitschieters tot 2,5 meter, de naam slaat op de vier strepen; op iedere flank een streep in het midden en een aan de bovenzijde. De slang heeft een duidelijk gespierd en dik lichaam. De basiskleur is erg variabel maar is meestal olijfgroen tot bruin met donkere strepen, die zwart of donkerbruin van kleur zijn. Jonge dieren hebben echter een lichtgrijs tot beige basiskleur met een duidelijke zwarte luipaardtekening, zoals de luipaardslang (Elaphe situla).

## Levenswijze
Het voedsel bestaat uit kleine zoogdieren, hagedissen en vogels, waar overdag op wordt gejaagd. Het is een kruipende slang die weleens klimt maar alleen om jonge vogels te eten die worden opgespoord met het goede reukvermogen. Ook vogeleieren worden gegeten.
Het vrouwtje zet zes tot zestien eieren af, die een lengte hebben van ongeveer zestig millimeter. De eieren komen na ongeveer drie maanden uit.

## Verspreiding en habitat

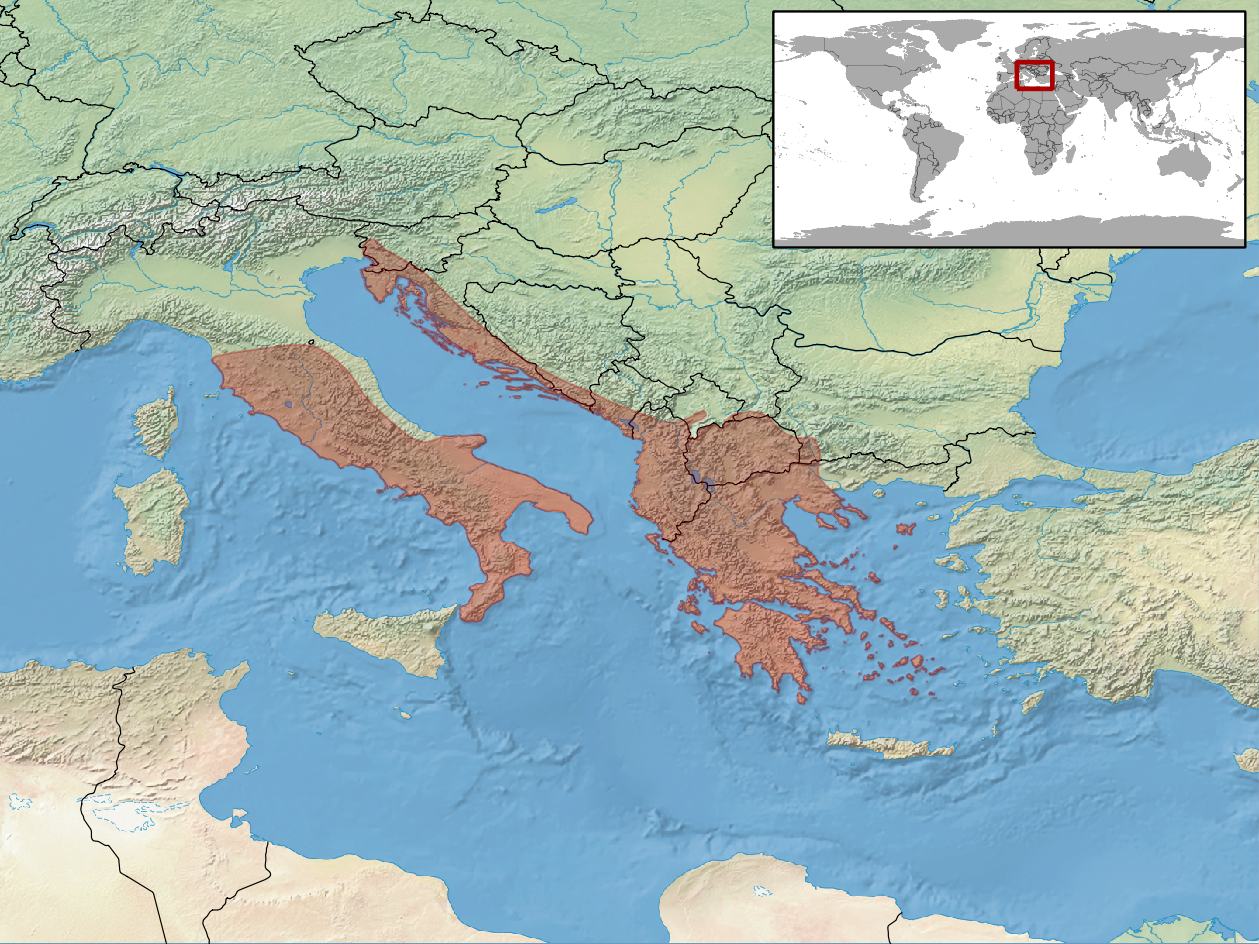
Leefgebied

De vierstreepslang komt voor in een groot aantal landen zuidwestelijk Azië en zuidoostelijk Europa en het zuidwestelijke deel van alle landen uit de voormalige Sovjet-Unie. De soort komt voor in de landen Kroatië, Servië, Slovenië, Herzegovina, Montenegro, Macedonië, Albanië, Griekenland, Bulgarije en Italië.
De habitat bestaat uit stenige landschappen met lichte bebossing en struiken. Ook in door de mens aangepaste streken zoals landelijke tuinen kan de slang worden gevonden. De vierstreepslang houdt zich op bij open plekken met vegetatie en steenhopen of oude muren, waar het dier zich verstopt. Geschikte leefgebieden als steenhopen verdwijnen en met name in Europa gaat de soort achteruit. De soort is aangetroffen van zeeniveau tot op een hoogte van ongeveer 2500 meter boven zeeniveau.

## Beschermingsstatus
Door de internationale natuurbeschermingsorganisatie IUCN is de beschermingsstatus 'gevoelig' toegewezen (Near Threatened of NT).